# Midlands Regional Alliance
Midlands Regional Alliance är en engelsk fotbollsliga. Den har tre divisioner och toppdivisionen Premier Division ligger på nivå 12 i det engelska ligasystemet.
Ligan är en matarliga till Central Midlands Football League.

## Mästare
| Säsong  | Premier Division | Division One                    | Division Two            |
| ------- | ---------------- | ------------------------------- | ----------------------- |
| 2005/06 | Ashover          | Dronfield Town                  | Parkhouse               |
| 2006/07 | Rowsley 86       | Parkhouse                       | Dronfield Town Reserves |
| 2007/08 | Dronfield Town   | Willington                      | Selston                 |
| 2008/09 | Rowsley 86       | Allenton United                 | Cotes Park              |
| 2009/10 | Allenton United  | Swanwick Pentrich Road          | Derby Royals            |
| 2010/11 | Allenton United  | Mickleover Royal British Legion | Rowsley Reserves        |